# Gammaridacarus brevisternalis
Gammaridacarus brevisternalis är en spindeldjursart. Gammaridacarus brevisternalis ingår i släktet Gammaridacarus och familjen Laelaptidae. Inga underarter finns listade i Catalogue of Life.